# Сен-Понси
Сен-Понси́ (фр. Saint-Poncy, окс. Sant Poncy) — коммуна во Франции, находится в регионе Овернь. Департамент — Канталь. Входит в состав кантона Массьяк. Округ коммуны — Сен-Флур.
Код INSEE коммуны — 15207.
Коммуна расположена приблизительно в 420 км к югу от Парижа, в 70 км южнее Клермон-Феррана, в 65 км к северо-востоку от Орийака.

## Население
Население коммуны на 2008 год составляло 324 человека.
| 1962 | 1968 | 1975 | 1982 | 1990 | 1999 | 2008 |
| ---- | ---- | ---- | ---- | ---- | ---- | ---- |
| 409  | 473  | 445  | 418  | 376  | 341  | 324  |

## Экономика
В 2007 году среди 179 человек в трудоспособном возрасте (15—64 лет) 138 были экономически активными, 41 — неактивными (показатель активности — 77,1 %, в 1999 году было 65,1 %). Из 138 активных работали 134 человека (79 мужчин и 55 женщин), безработных было 4 (3 мужчин и 1 женщина). Среди 41 неактивных 9 человек были учениками или студентами, 17 — пенсионерами, 15 были неактивными по другим причинам.

## Достопримечательности
- Церковь Сен-Понси (XII век). Памятник истории с 1944 года[3]

## Фотогалерея
- Сен-Понси
- Мельница
- Карта коммуны